# Bandiera del Dakota del Sud
La bandiera del Dakota del Sud raffigura lo stemma dello stato con intorno dei raggi di Sole su sfondo Blu cielo.
Lo stemma è circondato dalla scritta SOUTH DAKOTA in alto, e THE MOUNT RUSHMORE STATE in basso.

## Bandiere storiche

Bandiera del Dakota del Sud (1909-1963)
Bandiera del Dakota del Sud (1963-1992)